# Sông Volkhov
Sông Volkhov (tiếng Nga: Волхов), còn được gọi là sông Olhava, là một con sông chảy qua tỉnh Novgorod và tỉnh Leningrad của Nga.

## Địa lý
Sông Volkhov chảy từ hồ Ilmen về phía bắc tới hồ Ladoga, hồ lớn nhất tại châu Âu. Nó là sông nhánh lớn thứ hai của hồ Ladoga. Chiều dài của nó là 224 km, và cao độ là khoảng 15–18 m. Toàn bộ chiều dài con sông là thuận tiện cho giao thông đường thủy. Diện tích lưu vực của con sông này, bao gồm cả lưu vực cho hồ Ilmen là khoảng 80.200 km². Lưu lượng nước thay đổi khá cao theo mùa, phụ thuộc chủ yếu vào mực nước trong hồ Ilmen: từ 44 đến 2.900 m³/s, tính trung bình khoảng 580–593 m³/s. Người ta cũng thông báo rằng sông Volkhov trong một số trường hợp ngoại lệ còn đổi ngược hướng dòng chảy. Mực nước sông này được điều chỉnh bởi đập thủy điện Volkhov (đập thủy điện đầu tiên của chính quyền Xô viết trong khu vực này, được khánh thành ngày 19 tháng 12 năm 1926 trong khuôn khổ kế hoạch GOELRO) nằm cách cửa sông 25 km. Ngoài mục đích phát điện, đập này còn tạo thuận lợi cho việc giao thông ở phần hạ lưu con sông này, mà trước đây đã gặp khó khăn các thác ghềnh.
Phần thượng lưu sông Volkhov được nối với sông Msta bằng kênh đào Siversov vòng qua hồ Ilmen. Phần hạ lưu được nối với các sông Neva, Syas và Svir bằng kênh đào Novoladozhsky vòng tránh hồ Ladoga.
Sông Volkhov bị đóng băng từ cuối tháng 11 và tan băng vào đầu tháng 4 năm sau.

## Lịch sử
Thủ đô của nước Nga cổ đại là Staraya Ladoga và một trong các thành phố chính của nước Nga thời Trung cổ là Velikiy Novgorod đều nằm dọc theo bờ sông Volkhov. Trong giai đoạn thế kỷ 9-11, sông Volkhov là một phần quan trọng trong hành trình thương mại từ người Varyag tới người Hy Lạp nối liền biển Baltic và biển Đen. Mặc dù chiều dài tương đối nhỏ, nhưng sông Volkhov đã đóng một vai trò lớn trong lịch sử và kinh tế nước Nga thời kỳ đó. Hình ảnh tượng trưng cho sông Volkhov đã xuất hiện trong số các đài kỷ niệm tượng trưng cho bốn con sông chính (Volga, Dnepr, Neva và Volkhov) của nước Nga trên các cột bằng đá granit đỏ trong quần thể kiến trúc của nhà chứng khoán St. Peterburg xây dựng đầu thế kỷ 19.

## Các thành thị dọc sông
- Velikiy Novgorod (58°32′B 31°16′Đ / 58,533°B 31,267°Đ), gần đầu nguồn
- Kirishi (59°27′B 32°00′Đ / 59,45°B 32°Đ)
- Volkhov (59°55′B 32°21′Đ / 59,917°B 32,35°Đ)
- Novaya Ladoga (60°06′B 32°18′Đ / 60,1°B 32,3°Đ), gần của sông

## Các sông nhánh chính
- Vishera (hữu ngạn), nối với nhánh sông Maly Volkhovets
- Kerest (tả ngạn)
- Oskuya (hữu ngạn)
- Pchezhva (hữu ngạn)
- Tigoda (tả ngạn)
- Chyornaya (hữu ngạn)
- Vloya (tả ngạn)
- Olomna (tả ngạn)